# Vouvry
Vouvry je obec v západní (frankofonní) části Švýcarska, v kantonu Valais. Žije zde přibližně 4 200 obyvatel.

## Geografie

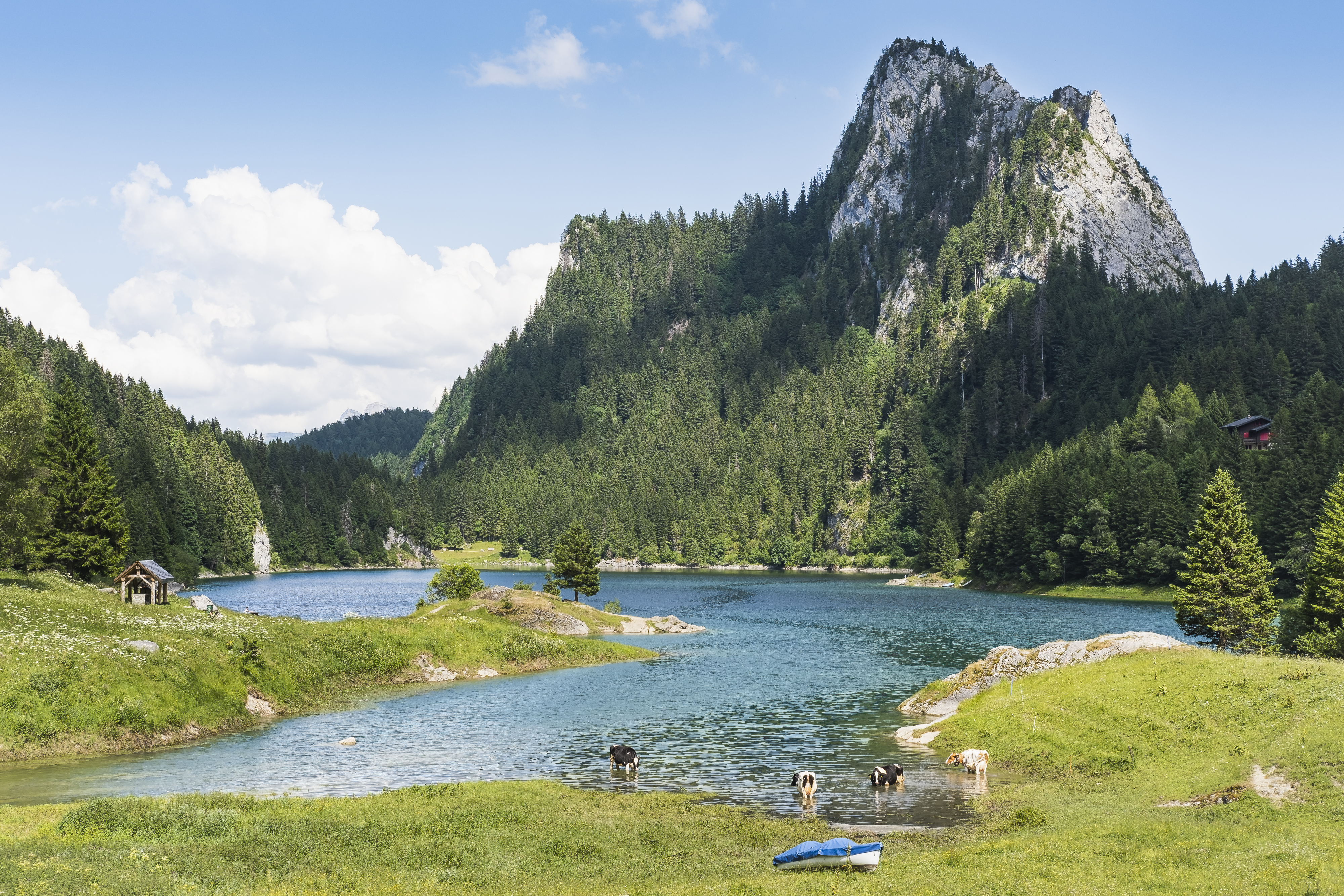
Jezero Lac de Taney

Území obce o rozloze 33,5 km² zahrnuje část roviny Rhôny na východě, boční údolí, kterým protéká potok Le Fossau, a sousední hory na západě. Na úplném západě, na hranici s Francií, se nachází sedlo Col de Verne (1814 m n. m.), které lze přejít pěšky a které vede do francouzské obce La Chapelle d’Abondance. Kromě hlavní obce Vouvry se v části Rhônské nížiny patřící k území obce nachází vesnice Barges. Západně od hlavní sídelní oblasti vede klikatá silnice do osady Vésenand, která se nachází na vyvýšené terase a nabízí výjimečný výhled na údolí Rhôny na jihovýchodě. Silnice pokračuje západním směrem do údolí a vede do Miex a nakonec končí v Le Flon. Odtud lze vystoupat k jezeru Lac de Tanay.
Lac de Tanay a vesnice Tanay se nacházejí v údolní kotlině, sevřené mezi strmými skalnatými svahy a vysokými jedlemi. Idylické prostředí jezera a výjimečná flóra a fauna (zejména obojživelníci vyskytující se na břehu) mají národní význam. Z tohoto důvodu je tato oblast od 60. let 20. století přírodní rezervací.

## Historie

Letecký pohled (1971)

Poblíž Tanay se nachází skalní výchoz (abri), pod nímž byly nalezeny stopy osídlení staré 35 000 let. V roce 1018 přešla farnost Vouvry do vlastnictví opatství Saint-Maurice. Vouvry přešlo v roce 1032 na Svatou říši římskou a poté na savojská hrabata. Smlouva z roku 1272 upravila práva hraběte a opatství a převedla panství na místní šlechtice jako léno (včetně Vouvry, de la Tour a de Blonay). Od roku 1536 patřila oblast k panství Monthey.
Teprve v roce 1798 se Vouvry, Tanay a Miex spojily v jednu obec.
Severně od hlavní osady Vouvry se mezi horským výběžkem a řekou Rhônou nachází hrad Porte du Scex, postavený v roce 1597 a v letech 1672–1678 přestavěný. Sloužil jako celní stanice a sídlo kastelána Le Bouveret, poté jako policejní stanice a od roku 1976 v něm sídlí Musée du Vieux-Vouvry a od roku 2008 Musée historique du Chablais. Toto místo bývalo důležitým dopravním bodem, neboť odtud bylo možné cestovat na sever do Le Bouveret (obec Port-Valais) a konečně do Francie, na východ přes Rhônu do Aigle nebo Villeneuve, Vevey a Montreux a na jih dále do Valais (Monthey). Úzkým místem Porte du Scex dnes kromě kantonální silnice prochází také železniční trať Évian – Saint-Maurice.
Vouvry bylo před rokem 1204 odděleno od mateřské farnosti Corb u Noville a poté patřilo k proboštství na Velkém svatobernardském průsmyku. Kostel Saint-Hippolyte má zvonici postavenou Jeanem Dunoyerem v roce 1488 a památkově chráněné varhany. V roce 1822 byl přestavěn a v letech 1972–1980 renovován.
Dřevěný most nahradil v roce 1838 přívoz zmiňovaný v roce 1325, železný most pochází z roku 1903. Stockalperkanal z roku 1659 byl v roce 1879 prodloužen do Le Bouveret. Železnice do Vouvry dorazila v roce 1859. Od roku 1965 je oblast Taney přírodní rezervací.

## Obyvatelstvo
| Rok            | 1850 | 1900 | 1950 | 2000 | 2010 | 2011 | 2012 | 2013 | 2014 | 2015 | 2016 |
| Počet obyvatel | 953  | 1295 | 1348 | 2960 | 3598 | 3706 | 3843 | 3891 | 3945 | 3968 | 4052 |

## Hospodářství

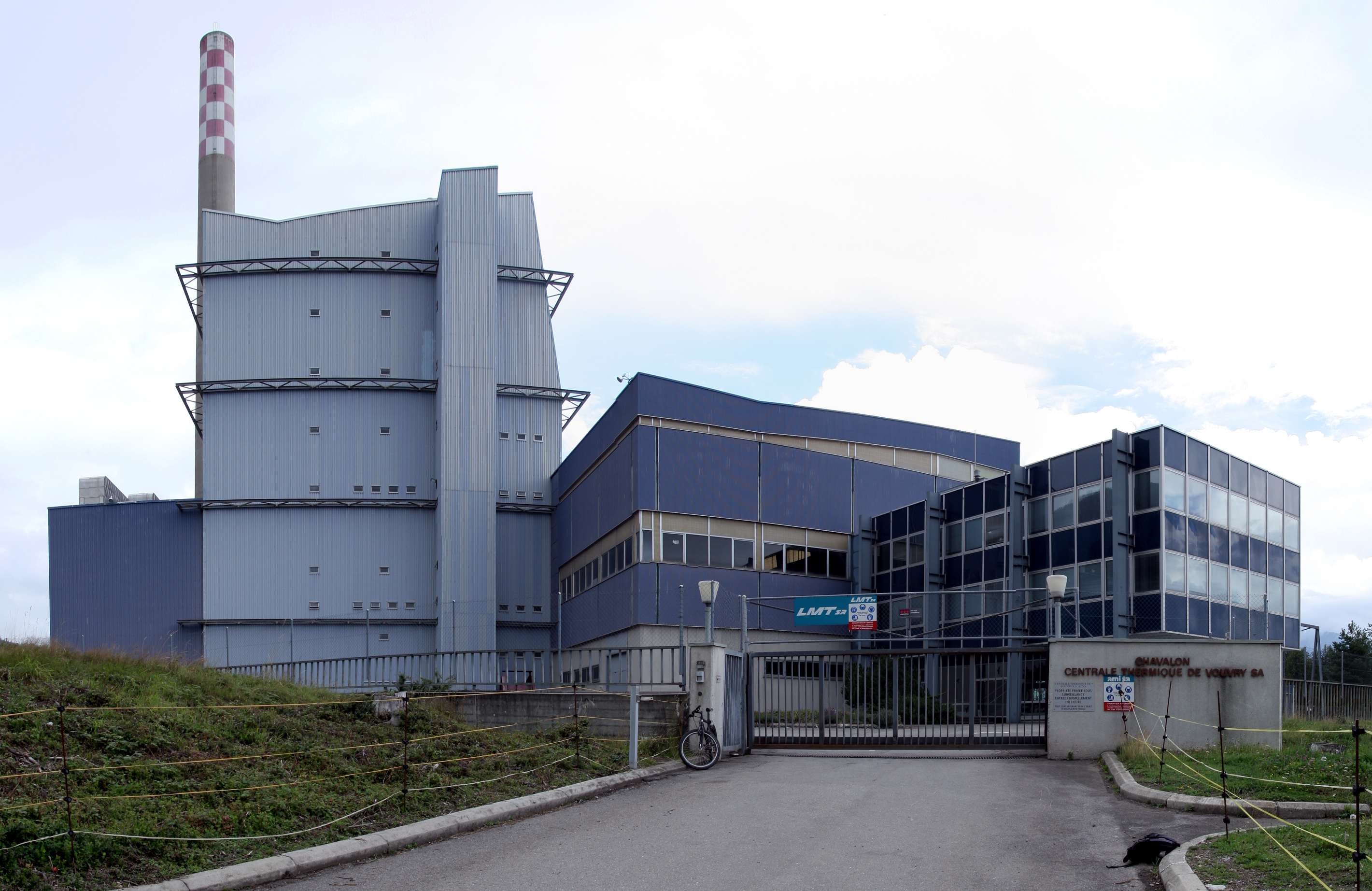
Elektrárna Vouvry

V roce 1639 byla ve Vouvry založena první továrna na papír ve Valais a později na lepenku (v provozu do roku 1999); vápenka a cementárna založená v roce 1860 již také neexistuje. Od roku 1901 je ve Vouvry elektrárna s 900 m dlouhým tunelem elektrárny z jezera Lac de Taney.
Vysoko nad údolím Rhôny stojí tepelná elektrárna Chavalon, jediná tepelná elektrárna na ropu ve Švýcarsku (Centrale Thermique de Vouvry), která byla odstavena z provozu v roce 1999.
Společnost Automation Industrielle SA (AISA), která vyrábí obráběcí stroje pro plastikářské technologie, sídlí ve Vouvry.

## Doprava
Obcí prochází hlavní silnice 21 od francouzských hranic se Savojskem v Saint-Gingolph do Saint-Maurice. Nejbližší spojení na dálnici A9 zajišťuje exit 17 (Aigle). Železniční zastávka Vouvry na trati SBB ze Saint-Gingolph do Saint-Maurice se nachází na okraji obce.

## Partnerská obec
- Bodnegg,  Německo